# Universidad José María Vargas
La Universidad José María Vargas (UJMV) es una universidad privada venezolana, con sede en la ciudad de Caracas, Venezuela. Posee diferentes carreras de pregrado y posgrado.

## Nivel Académico
La Universidad José María Vargas, atiende los niveles de pregrado y postgrado, en las ofertas detalladas.